# 马罗韦讷区
马罗韦讷区（荷蘭語：Marowijne，[ˌmaːroːˈʋɛi̯nə]）是苏里南的一个区。西邻科默韦讷区、帕拉区，北邻大西洋，南邻锡帕利维尼区，东邻法属圭亚那。总面积4,627 km²，总人口20,250。区治位于阿尔比纳。

## 行政区划

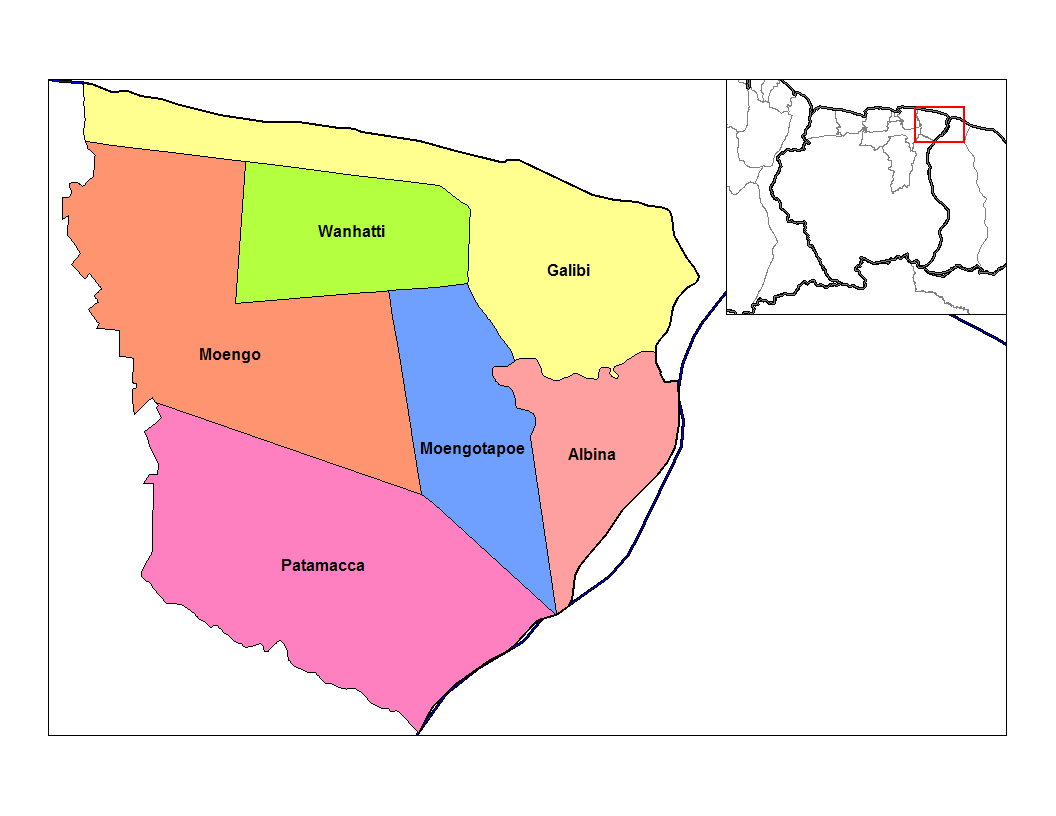
馬羅韋納區次分區

马罗韦讷区分为6个次分区（ressorten）：
- 阿爾比納（Albina）
- Galibi
- 蒙戈（Moengo）
- Moengotapoe
- Patamacca
- Wanhatti

5°46′14″N 54°19′29″W / 5.77056°N 54.32472°W